# Evarcha hirticeps
Evarcha hirticeps là một loài nhện trong họ Salticidae.
Loài này thuộc chi Evarcha. Evarcha hirticeps được Da-xiang Song & Jian-yuan Chai miêu tả năm 1992.